# Casa-fàbrica Clarós-Serra

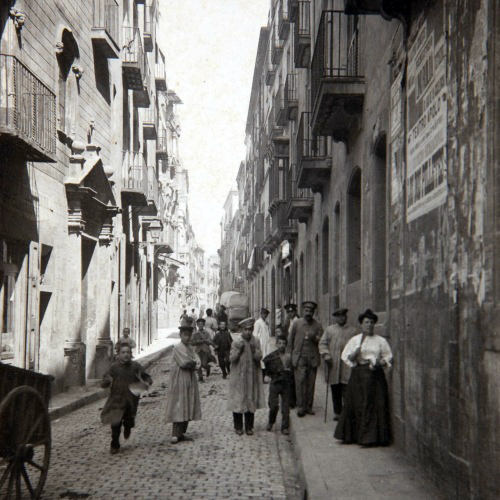
Carrer de Sant Pere més alt (1908). A mà dreta, la fàbrica Clarós-Serra.

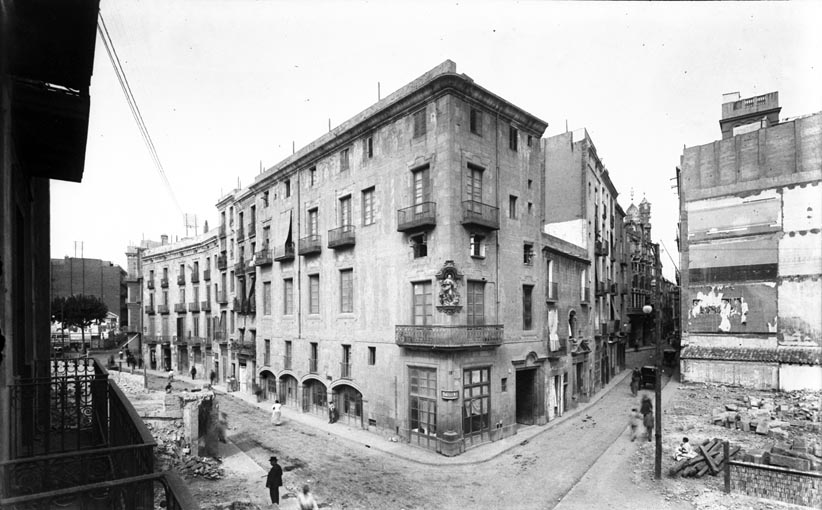
A mà esquerra, casa del Gremi dels Velers, i a la dreta, solar de la casa-fàbrica Clarós-Serra.

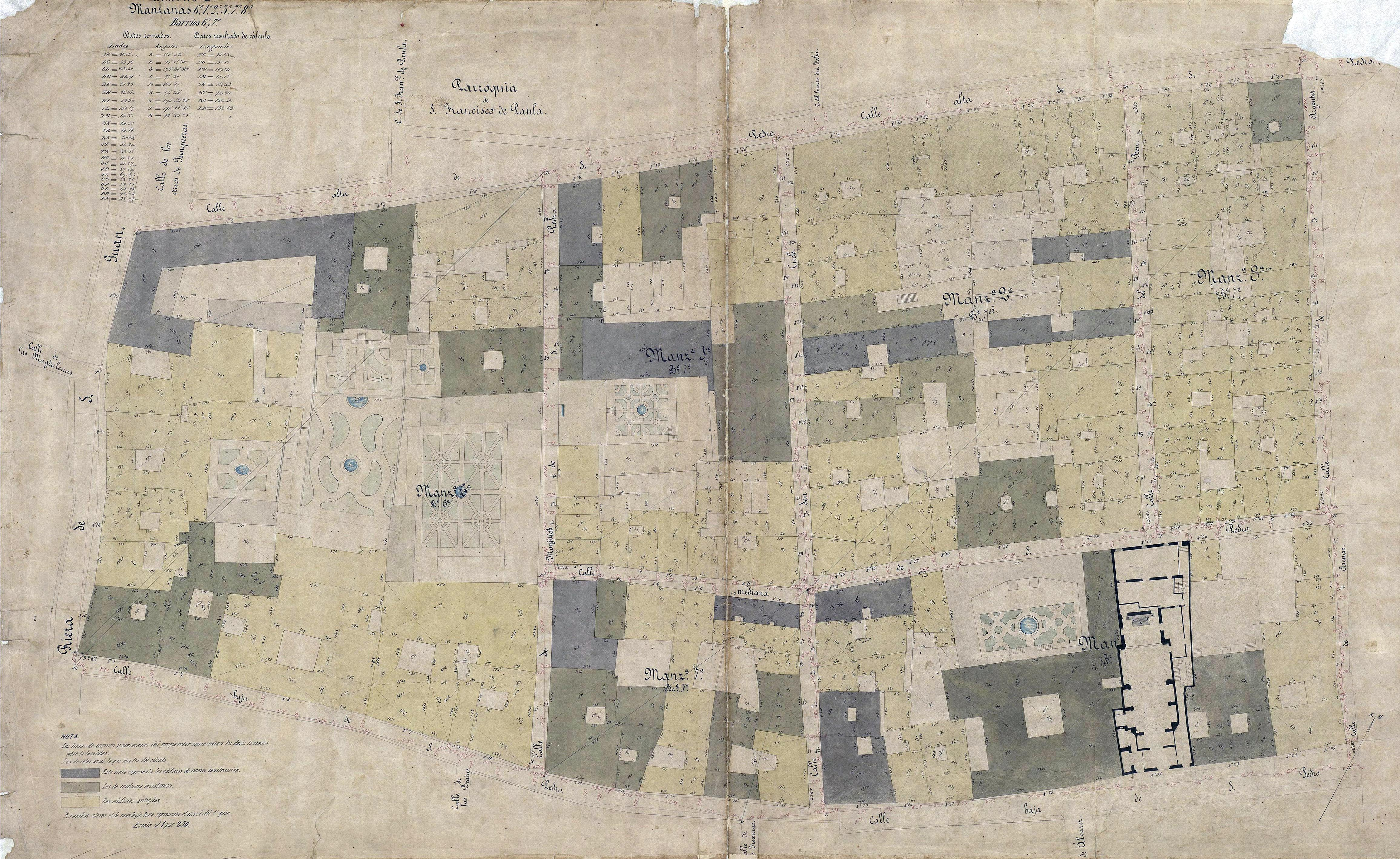
Quarteró núm. 24 de Garriga i Roca (c. 1860)

La casa-fàbrica Clarós-Serra era un edifici situat als carrers de la Riera de Sant Joan, 22 i de Sant Pere Més Alt, 2 de Barcelona, actualment desaparegut.

## Història
Llorenç Clarós (1754-1831), natural de Figueres, s'instal·là a Barcelona com a fabricant d'indianes al carrer de Montalegre, sota la raó social de White, Clarós i Cia. El 1788, va vendre la fàbrica a Erasme de Gònima, associat amb el seu cunyat Joan Coll i Viladomiu i el comerciant de Berga Josep Farguell i Canadell.
El 1789, Clarós va renovar la raó social Llorenç Clarós i Cia sota l'advocació de la Mare de Déu de Montserrat, i es va instal·lar en una casa propietat de Gertrudis d'Armengol i de Despujol, baronessa de Rocafort de Queralt, que va demanar permís per a reformar unes finestres. El 1791, la baronessa i el seu fill Ramon de Peguera i d'Armengol la hi establiren en emfiteusi amb l'obligació d'invertir-hi un mínim de 10.000 lliures barcelonines en la seva millora. El 1792, Clarós va demanar poder conservar l'angle de l'edifici amb un balcó que dominava el carrer de la Riera de Sant Joan, que havia de desaparèixer segons les alineacions aprovades; el que li fou denegat, rebent en compensació dues plomes d'aigua de la font de la plaça de Jonqueres. El 1795, va demanar permís per a fer-hi reformes, i novament el 1829 per a obrir-hi una porta d'escala.
Aquell mateix any, va traspassar el negoci al seu gendre Domènec Serra i Armadà (1796-1853), casat amb la seva filla Marianna. El 1832, Serra va establir un conveni amb Joan Pau i Francesc Clarós, fills del difunt, de manera que ell obtindria la propietat de la casa-fàbrica a canvi de compensar-los amb 5.000 i 4.000 lliures barcelonines, respectivament. Un altre problema que Serra va haver de solucionar era el de la volta sobre un antic carreró anomenat d'en Sala o d'en Calabroja, que va motivar un altre conveni amb els propietaris veïns, la vídua Marianna Fabra de Valls i el seu fill Josep Xuriac i Fabra, notari, a qui va compensar amb 350 lliures. Finalment, el 1838, els va comprar la finca per 9.725 lliures, de les que 2.500 serien per pagar els deutes dels venedors.
El 1842, Serra hi va fer instal·lar una màquina de vapor de 6 CV, i es va presentar a l'Exposició Industrial de 1844 amb indianes de les anomenades julianes, de làmina, xaconades i de màquina. El 1851, va crear la raó social Serra Germans i Cia amb els seus fills Llorenç, Eusebi i Josep Serra i Clarós. Amb la retirada del germà Josep, aquesta esdevingué Llorenç i Eusebi Serra i Cia, que es va presentar a la Exposició Industrial del 1860 amb «empesas crudas» i «ruanes y otros estampados de lujo; muselinas é indianas de varias clases y colores».
El 1868, els germans Serra van vendre una part de la parcel·la a Antònia Manent i Llonch, vídua del fabricant Carles Massana i Escayola, i a les seves fills Margarida, Francesca, Esperança i Antònia Massana i Manent. Amb la mort dels germans Domènec (†1869) i Salvador (†1874), Llorenç i Eusebi van quedar-s'hi sols i el 1877 es van presentar a l'Exposició de Productes catalans amb estampats de cotó: «Gran fábrica de estampados sobre algodon, de Lorenzo y Eusebio Serra, calle de la Riera de San Juan, 22, Barcelona. Establecimiento montado según los últimos adelantos y movido por vapor. Gran especialidad en INDIANAS, distinguiéndose con preferencia en las que se usan para camisas, de todos los colores y novedades. Variado surtido. Expediciones á todos los puntos de la Península y Ultramar.»
El 1878, Llorenç Serra (†1885) va abandonar la societat, essent substituït per Manuel Betrand i Salsas, gendre d'Eusebi, sota el nom social Serra i Bertrand. La producció es va traslladar al Prat Vermell, i Eusebi va morir el desembre del 1904. La casa-fàbrica va ser heretada pel seu net Eusebi Bertrand i Serra, un dels fundadors de la Lliga Regionalista, que hi va establir-ne la seu, i finalment fou enderrocada el 1913 per a l'obertura de la Via Laietana. El 1925 s'hi va aixecar un edifici d'habitatges que forma part del conjunt anomenat Cases Francesc Moragas, obra noucentista de l'arquitecte Enric Sagnier i Villavecchia.

### Les pintures d'«el Vigatà»
La residència de Llorenç Clarós tenia una sala decorada pel pintor Francesc Pla i Duran «el Vigatà» (1743-1805) amb escenes mitològiques, bíbliques i sobre la fundació de Roma.
La Lliga va sufragar el trasllat de les pintures al xalet que Bertrand es va fer construir al passeig de la Bonanova. Ell mateix va prestar les pintures a l'Exposició Universal de 1929, que les va exhibir al Pavelló de la Ciutat de Barcelona. El 1934, Bertrand va signar un dipòsit de les obres amb Agustí Duran i Sanpere, director del Museu d'Història de la Ciutat, amb el compromís de canviar-ne la instal·lació o el destí. El 1962 foren cedides al Museu d'Art de Catalunya, i, finalment, els hereus en van fer donació el 1985.